# Piratininga piranga
Piratininga piranga är en skalbaggsart som beskrevs av Maria Helena M. Galileo och Martins 1992. Piratininga piranga ingår i släktet Piratininga och familjen långhorningar. Inga underarter finns listade i Catalogue of Life.